# Aspiration (medicinsk)
 For alternative betydninger, se Aspiration. (Se også artikler, som begynder med Aspiration)
Aspiration (fra latin: aspiratio: beånding) er indånding eller passage af luftrøret (trachea). Anvendes også om "indånding" af for lungerne skadelige stoffer, f.eks. maveindhold, der via luftrøret ender i lungerne. 
Aspiration kan også anvendes som udsugning eller udtømmelse af væske fra et hulrum i legemet. Aspiration benyttes også som udtryk for passage af sekreter eller fremmedlegemer som f.eks. vand, opkast gennem luftrøret og ned i lungerne, herunder også fremmedlegemer som en sabelslugers sværd.